# 영성

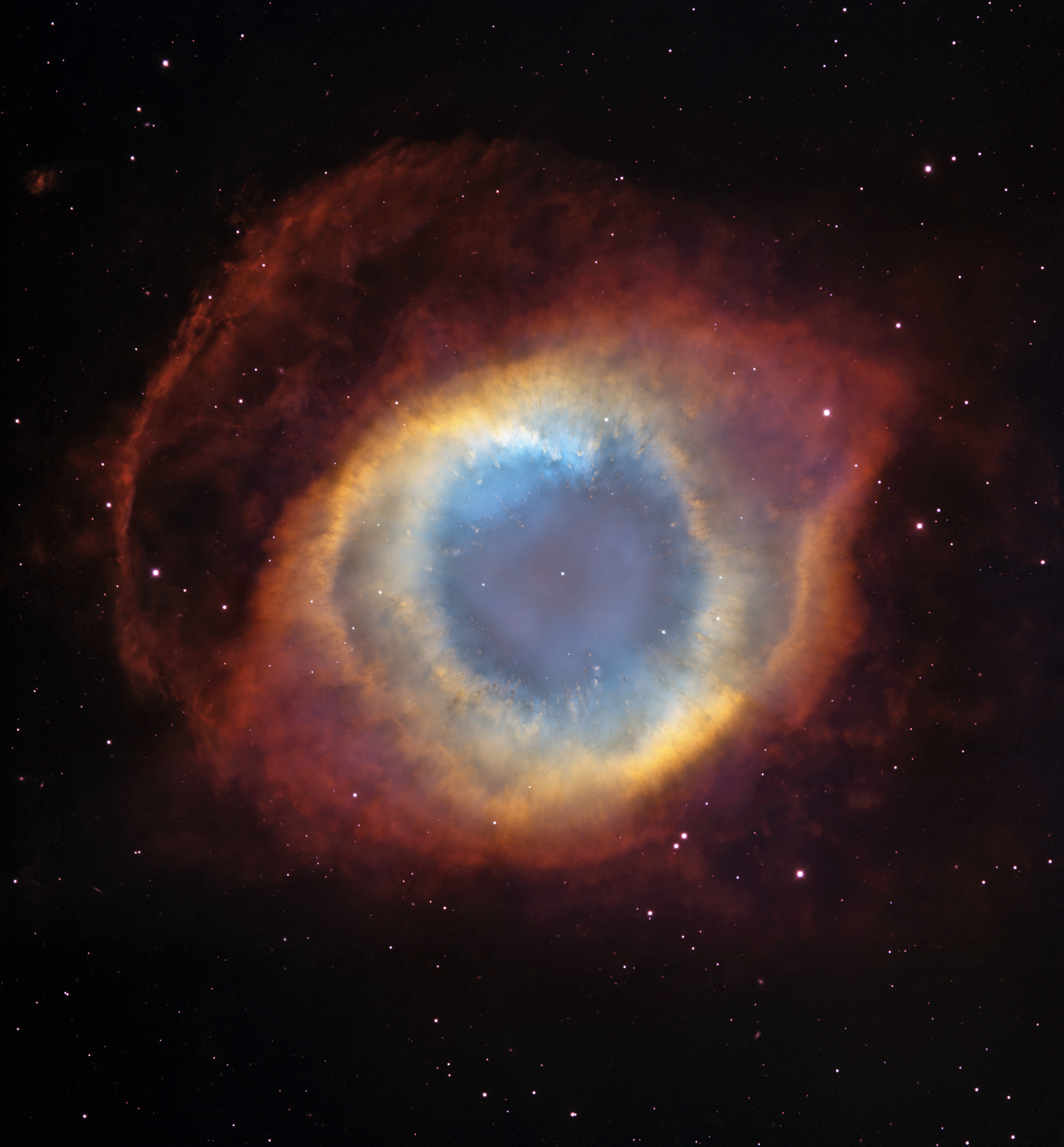
나선 성운: 때때로 "신의 눈(Eye of God)"이라고도 불린다

영성(靈性, Spirituality)은 이 낱말이 사용되고 있는 문맥에 따라 다음의 것들을 의미한다:
1. 궁극적 또는 비물질적 실재(實在, reality),[1]
2. 자신의 존재의 에센스(essence, 정수)를 발견할 수 있게 하는 내적인 길(inner path)
3. 의거하여 살아야 할 준칙으로서의 가장 깊은 가치들과 의미들[2]

명상, 기도, 묵상 또는 관조(contemplation)를 포함한 영적 수행들(spiritual practices)은 각 개인 자신의 내적인 삶(inner life, 내적인 생명)을 발전시키려는 목적으로 행한다. 영성(靈性, Spirituality)을 믿고 이에 의거하여 실천하는 사람들의 입장에서 볼 때, 이러한 영적 수행들은 바르게 수행되었을 때 그 결과로서 다음과 같은 경험들에 도달하게 한다고 여겨진다:
1. 더 커다란 실재와 연결 또는 합일되는 경험을 통해 더 커다란 자아(自我, self)에 이르는 것
2. 다른 사람들 또는 사람들의 공동체와 연결 또는 합일되는 경험
3. 자연이나 우주(cosmos)와 연결 또는 합일되는 경험
4. 신성(神性)의 영역(divine realm)과 연결 또는 합일되는 경험

영성(靈性, Spirituality)은 종종 삶에서 영감을 주고 삶의 방향을 알려주는 원천인 것으로 경험되고 있다. 또한, 영성은 비물질적 실재들을 믿는 것이나 우주 또는 세상의 본래부터 내재하는 성품(immanent nature) 또는 초월적인 성품(transcendent nature)을 경험하는 것을 뜻하기도 한다.

## 같이 보기
- 영(Spirit)
- 영혼(Soul · Spirit)
- 프뉴마(Pneuma)
- 성령(Holy Spirit)
- 샥티(Shakti)
- 사후세계(Afterlife)
- 신(Deities)
- 신성(Divinity)
- 종교(Religion)
- 관념론(Idealism)
- 초자연(Supernatural)
- 초현상(Paranormal)